# Gluvia dorsalis
Gluvia dorsalis är en spindeldjursart som beskrevs av Carl Ludwig Koch 1842. Gluvia dorsalis ingår i släktet Gluvia och familjen Daesiidae. Inga underarter finns listade i Catalogue of Life.